# World Series of Poker Europe 2021

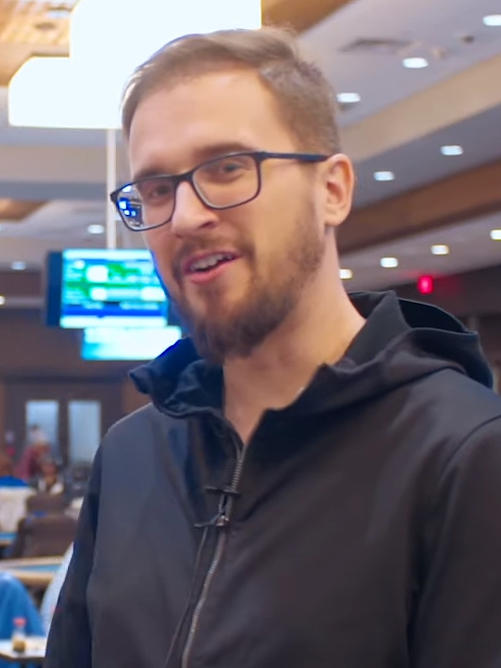
Julien Martini vincitore di due eventi nella stessa serie, è diventato il primo Francese con tre braccialetti delle WSOP

Le World Series of Poker Europe 2021 (WSOPE) si sono tenute dal 19 novembre all'8 dicembre 2021 al King's Casino di Rozvadov in Repubblica Ceca. Si è trattato della 13ª edizione delle WSOPE.
Sono stati assegnati 15 braccialetti delle World Series of Poker. In evidenza i due bracciali vinti dal francese Julien Martini, nelle specialità Short-deck e 8-Game Mix, mentre il torneo principale, ossia il € 10.350 No Limit Hold'em Main Event è stato vinto dal giocatore della repubblica Ceca Josef Guláš.

## Eventi
| Evento | Nome                                             | Iscritti | Vincitore               | Premio (€) | Ultimo giocatore eliminato |
| ------ | ------------------------------------------------ | -------- | ----------------------- | ---------- | -------------------------- |
| 1      | € 350 Opener No Limit Hold'em                    | 1.789    | Antonello Ferraiuolo    | 87920 €    | Levent Efe                 |
| 2      | € 550 Pot Limit Omaha 8-Handed                   | 623      | Bjorn Verbakel          | 60253 €    | Feng Zhao                  |
| 3      | € 1.350 Mini Main Event No Limit Hold'em         | 1.397    | Emil Bise               | 260525 €   | Marius Gicovanu            |
| 4      | € 2.000 Pot Limit Omaha                          | 241      | Samuel Stranak          | 101764 €   | Alan Sabo                  |
| 5      | € 550 No Limit Hold'em - Colossus                | 2.478    | Edmond Jahjaga          | 158125 €   | Riadh Farhat               |
| 6      | € 1,650 NLHE/PLO Mix                             | 339      | Antoine Vranken         | 113000 €   | Moncef Karoui              |
| 7      | € 5,000 Pot Limit Omaha                          | 184      | Maximilian Klostermeier | 204010 €   | Joni Jouhkimainen          |
| 8      | € 2,500 No Limit Short Deck Hold'em              | 98       | Julien Martini          | 60009 €    | Philipp Schwab             |
| 9      | € 1,100 No Limit Hold'em - Turbo Bounty Hunter   | 604      | Sergiu Covrig           | 79282 €    | Michael Strauch            |
| 10     | € 25,000 No Limit Hold'em - Platinum High Roller | 72       | Andrey Lyubovetskiy     | 518430 €   | Joni Jouhkimainen          |
| 11     | € 1,650 No Limit Hold'em - 6-Max                 | 535      | Simone Andrian          | 158616 €   | Josef Snejberg             |
| 12     | € 2,000 8-Game Mix                               | 61       | Julien Martini          | 33910 €    | Ole Schemion               |
| 13     | € 10,000 No Limit Hold'em - 6-Max                | 73       | Romain Le Dantec        | 207267 €   | Sonny Franco               |
| 14     | € 10.350 No Limit Hold'em Main Event             | 688      | Josef Guláš Jr          | 1276712 €  | Johan Guilbert             |
| 15     | € 3,000 No Limit Hold'em - Closer                | 228      | Alessandro Pichierri    | 148008 €   | Timo Kamphues              |

### Main Event
Il Main Event "No-Limit Hold'em da €10.350" è iniziato il 3 dicembre con il primo dei due "starting flight". L'evento ha registrato 688 partecipanti, il più grande Main Event nella storia delle WSOP Europe. Il tavolo finale si è giocato l'8 dicembre, con il primo classificato, Josef Guláš Jr., che ha vinto €1.276.712.

### Tavolo Finale
| Name                  | Number of chips (percentage of total) | WSOP Bracelets | WSOP Cashes* | WSOP Earnings* |
| --------------------- | ------------------------------------- | -------------- | ------------ | -------------- |
| Josef Guláš Jr        | 20,200,000 (29.4%)                    | 0              | 2            | $6,842         |
| Alexander Tkatschew   | 17,375,000 (25.3%)                    | 0              | 10           | $57,494        |
| Johan Guilbert        | 13,025,000 (18.9%)                    | 0              | 22           | $431,567       |
| Athanasios Kidas      | 6,025,000 (8.8%)                      | 0              | 0            | 0              |
| Thomas Denie          | 5,500,000 (8.0%)                      | 0              | 0            | 0              |
| Stanislav Koleno      | 3,400,000 (4.9%)                      | 0              | 5            | $48,833        |
| Aleksandar Trajkovski | 3,250,000 (4.7%)                      | 0              | 4            | $8,600         |

*-  Le statistiche sono riferite prima dell'inizio del Main Event delle WSOPE 2021

### Risultati del Tavolo Finale
| Posizione | Nome                  | Premio (€) |
| --------- | --------------------- | ---------- |
| 1         | Josef Guláš Jr        | 1276712 €  |
| 2         | Johan Guilbert        | 789031 €   |
| 3         | Alexander Tkatschew   | 558505 €   |
| 4         | Athanasios Kidas      | 401344 €   |
| 5         | Stanislav Koleno      | 292862 €   |
| 6         | Aleksandar Trajkovski | 217854 €   |
| 7         | Thomas Denie          | 163434 €   |
| 8         | Ilija Savevski        | 125052 €   |